# 紅はこべ (宝塚歌劇)
『紅はこべ』（べにはこべ）は宝塚歌劇団のミュージカル作品。花組公演。同名小説の宝塚版。
脚本・演出は柴田侑宏。
1979年の併演作品は『花影記』、1995年は『メガ・ヴィジョン』。

## 解説
初演は後発の同原作のブロードウェイ版よりも原作に忠実な内容になっている。
1979年は北原千琴の宝塚退団公演で、65期生（南風まい、杜けあき、春風ひとみら）の初舞台公演である。
原作が同じブロードウェイ・ミュージカル『スカーレット・ピンパーネル』も、2008年と2017年に星組、2010年に月組が上演している（スカーレット・ピンパーネル (宝塚歌劇) を参照）。

## 公演期間と公演場所
- 1979年3月23日 - 5月8日[4]（第一回・新人公演：4月10日[5]、第二回・新人公演：4月24日[5]）　宝塚大劇場
- 1979年7月1日 - 7月25日[6]（第一回・新人公演：7月8日[5]、第二回・新人公演：7月15日[5]）　東京宝塚劇場
- 1995年9月16日 - 10月8日　全国ツアー[2]

### 全国ツアーの日程
- 9月16・17日　市川市文化会館[2]
- 9月18日　川口総合文化センター[2]
- 9月20日　仙台・イズミティ21[2]
- 9月23・24日　韮崎市文化ホール[2]
- 9月26・27日　静岡市民文化会館[2]
- 9月29日 - 10月1日　広島厚生年金会館[2]
- 10月3・4日　鹿児島県文化センター[2]
- 10月6日 - 8日　小倉市民会館[2]

## ストーリー
※『宝塚歌劇100年史（舞台編）』の宝塚大劇場公演のページを参照
フランス革命後、ギロチンで処刑されようとする貴族たちを救出し、イギリスへ亡命させている秘密の組織"紅はこべ"。その首領は、イギリス随一の富豪・パーシー・ブレイクニーであった。冒険作品であると共に、妻のマルグリートとの愛の相剋を、新たに書き加えられた女性キャサリンの密かな愛を絡めて描いている。

## 主な配役

### 1979年
※「（）」の人物は新人公演配役
- パーシー・ブレイクニー - 松あきら（宝塚(第一回と第二回)と東京(第一回)：寿ひずる、東京(第二回)：如月巳麗）[5]
- マルグリート - 北原千琴（宝塚(第一回)と東京(第一回)：麻里光、宝塚(第二回)と東京(第二回)：愛原さゆ美）[5]
- ショーヴラン - みさとけい
- プリンス・オブ・ウェールズ - 麻月鞠緒
- キャサリン・セント・ジョーンズ - 上原まり

### 1995年
- パーシー・ブレイクニー - 真矢みき[2]
- マルグリート - 純名里沙[2]
- ショーブラン - 愛華みれ[2]
- プリンス・オブ・ウェールズ - 未沙のえる[2]
- キャサリン・セント・ジョーンズ - 詩乃優花[2]

## 1979年・宝塚大劇場公演のデータ
形式名は「ミュージカル・ロマン」。20場。副題は「原作 オークシー夫人」。

### スタッフ
- 原作：オークシー夫人[7]
- 音楽[8]：寺田瀧雄、中元清純、河崎恒夫
- 音楽指揮：溝口堯[8]
- 振付：司このみ[8]
- 装置：黒田利邦[8]
- 衣装：任田幾英[8]
- 照明：今井直次:[7]
- 音響：松永浩志[7]
- 小道具：万波一重[7]
- 効果[7]：扇野信夫、吉田雄二
- 演出助手[7]：三木章雄、小池修一郎
- 制作[7]：三宅征夫、内山信一
- ヘア・デザイン：和田好弘[7]

## 1995年・全国ツアーのデータ
形式名は「ミュージカル・ロマン」。

### スタッフ
- 原作：オークシー夫人[2]
- 作曲・編曲：寺田瀧雄[2]、中元清純[2]、吉田優子[2]
- 録音音楽指揮：佐々田愛一郎[2]
- 振付・演技指導：尚すみれ[2]
- 擬闘：菅原俊夫[2]
- 装置：大橋泰弘[2]
- 衣装：任田幾英[2]
- 照明：今西正行[2]
- 効果：三尾典正[2]
- 小道具：万波一重[2]
- 演出助手[2]：木村信司、植田景子、齋藤吉正
- 装置補：新宮有紀[2]
- 衣装補：田口美香[2]
- 舞台進行：表原渉[2]
- 制作：久保孝満[2]